# Ślimak tatrzański
Ślimak tatrzański (Faustina cingulella) – gatunek ślimaka z rodziny ślimakowatych (Helicidae), endemit zachodniokarpacki, występujący w Tatrach Zachodnich i pojedynczych stanowiskach na Słowacji. Gatunek wysokogórski, objęty ochroną gatunkową.

## Systematyka
Przedstawiciel licznej rodziny ślimakowatych, jego pozycja systematyczna nie jest pewna, a relacje w stosunku do podobnych i występujących w podobnych siedliskach gatunków (ślimaka Rossmaesslera i ślimaka nadobnego) bliżej nieustalone.

### Etymologia nazwy
Nazwa odnosi się do ubarwienia muszli ślimaka (cingulella, łac. – paskowana). W literaturze polskiej i Polskiej czerwonej księdze zwierząt funkcjonuje pod nazwą Chilostoma cingulellum (choć w monografii Rossmässlera z 1837 roku epitet gatunkowy jest w rodzaju żeńskim.

## Cechy morfologiczne
Muszla silnie spłaszczona, z nieznacznie wzniesiona skrętką. Ostatni skręt jest przypłaszczony, posiada czasami tępą krawędź. Dołek osiowy bardzo szeroki i głęboki. Warga delikatna, słabo wywinięta. Barwa muszli biaława lub kremowa, zwykle z brązowym paskiem, któremu czasami towarzyszą słabo zaznaczone paski dodatkowe. Powierzchnia muszli gładka, lśniąca.  
Szerokość muszli: 15–19 mm; wysokość: 7–9 mm.

## Występowanie
Endemit zachodniokarpacki, występuje w polskich Tatrach Zachodnich, w masywach górskich na Słowacji, w Murańskim Krasie, powyżej 970 m n.p.m.

## Biologia i ekologia

### Zajmowane siedliska
Gatunek naskalny, występuje od regla górnego aż do piętra alpejskiego – znajdowano go nawet na wysokościach powyżej 2000 m n.p.m. Żyje na skałach wapiennych, dolomitach. Chowa się w szczelinach skalnych, pod nawisami skalnymi, na ocienionych zboczach. 
Znane jest około 50 subpopulacji tego gatunku. Nie oszacowano liczebności gatunku, jednak często we właściwych dla niego siedliskach spotyka się duże skupiska osobników tego gatunku.
Biologia tego gatunku jest bardzo słabo poznana.

## Zagrożenia i ochrona
Zagrożenie dla tego gatunku stanowi mały zasięg geograficzny i wyspowe rozmieszczenie populacji. Izolacja populacji naraża je na negatywne skutki inbredu, dryfu genetycznego, i losowych fluktuacji liczebności, które mogą doprowadzić do ekstynkcji populacji. Zagrożeniem może być niszczenie siedlisk – np. w związku z wydobywaniem kopalin, trzęsieniami ziemi i lawinami skalnymi.
Gatunek wpisany jest do Polskiej czerwonej księgi zwierząt, gdzie ma status gatunku krytycznie zagrożonego (CR). Na terenie Polski objęty jest ścisłą ochroną gatunkową. W Czerwonej księdze gatunków zagrożonych Międzynarodowej Unii Ochrony Przyrody (IUCN) ma status gatunku najmniejszej troski (LC), według wskazań ochronnych ochrona gatunku powinna koncentrować się na zachowaniu siedlisk.